# Francisco Ortega Jiménez
Francisco Ortega Jiménez (Jaén, 1905-Checoslovaquia, c. 1952) fue un político español.

## Biografía
Nació en Jaén en 1905. Se afilió en 1931 al Partido Comunista (PCE), dentro del cual llegaría a ser secretario de organización en la provincia de Jaén.
Tras el estallido de la Guerra civil se unió a las milicias republicanas. Se integraría en el batallón «Milicias de Jaén», de cuyo Estado Mayor formó parte, y participaría en diversas acciones militares en el frente de Córdoba. Posteriormente pasó a formar parte del comisariado político del Ejército Popular de la República. En calidad de tal ejercería como comisario del III Cuerpo de Ejército, en el frente del Centro. Algún tiempo después asumiría el puesto de comisario inspector del Ejército de Levante, cargo que mantuvo hasta el final de la contienda. Con la derrota republicana hubo de marchar al exilio, instalándose en la Unión Soviética.
Durante la Segunda Guerra Mundial fue responsable político de una unidad de guerrilleros formada por comunistas españoles. El PCE lo habría situado como comisario para controlar al comandante Domingo Ungría; este no tardaría en considerar a Ortega como un «estorbo», razón por la cual ambos mantuvieron una mala relación.
Falleció en Checoslovaquia hacia 1952.